# بانک مرکزی جمهوری اسلامی ایران
بانک مرکزی ایران، با نام رسمی بانک مرکزی جمهوری اسلامی ایران، نهاد ناظر خدمات مالیاتی و بانکداری ایرانی است که در تاریخ ۱۸ مرداد ماه ۱۳۳۹ هجری خورشیدی با سرمایه ۶٬۳ میلیارد ریال در تهران تأسیس و شروع به فعالیت کرد.
طبق ماده ۱۰ قانون پولی و بانکی کشور ایران، مسئول تنظیم و اجرای سیاست اعتباری و پولی بر اساس سیاست کلی اقتصادی کشور می‌باشد. حفظ ارزش داخلی و خارجی پول ملی کشور، انتشار اسکناس و ضرب سکه‌های فلزی رایج کشور، تنظیم مقررات مربوط به معاملات ارزی و ریالی، نظارت بر صدور و ورود ارز و پول رایج کشور، تنظیم‌کننده نظام پولی و اعتباری کشور، نظارت بر بانک‌ها و مؤسسات اعتباری برخی از وظایف بانک مرکزی است.

## تاریخچه

### تأسیس اوّلین بانک: بانک جدید شرقی
نخستین بار اروپاییان در ۱۲۸۱/۱۸۶۴، تأسیس بانک را به وسیله ژان ساوالان فرانسوی، به میرزا محمودخان ناصرالملک پیشنهاد کردند. آنان در ۱۳۰۲/۱۸۸۵، برای یک کاسه شدن کلیه وجوهی که بین ایران و اروپا جریان داشت، تصمیم گرفتند با مشارکت سرمایه‌گذاران فرانسوی و بانک عثمانی، بانک ایران و افغانستان را تشکیل دهند، اما چون فرانسویان به این سرمایه‌گذاری اطمینان نداشتند، این کار عملی نشد. سرانجام، بریتانیایی‌ها موفق شدند که در ایران اولین بانک را تأسیس کنند. این بانک، مؤسسه‌ای انگلیسی بود که مرکزش در لندن و حوزه فعالیتش در بعضی کشورهای آسیایی قرار داشت. در ۱۳۰۵/۱۸۸۸، شعبه آن در تهران، و سپس در مشهد، تبریز، رشت، اصفهان، شیراز و بوشهر دایر شد و با صدور چک و حواله‌های پنج قرانی ـ که در برابر آن نقره پرداخت می‌شد و در امور روزمره مصرف داشت ـ فعالیت خود را گسترش داد. بانک جدید شرقی، به دلیل داشتن نرخ بهره متفاوت با لندن ـ که به حساب جاری ۲/۵٪، به سپرده ثابت شش‌ماهه ۴٪ و به سپرده ثابت یکساله ۶٪ بهره می‌داد ـ سود سرشاری برد. فعالیت این بانک دو سال بیشتر دوام نیافت و در ۱۳۰۵/۱۸۸۸ اثاثیه و شعب خود را، در برابر بیست هزار لیره، به بانک شاهنشاهی فروخت و به فعالیت خود خاتمه داد.

### جایگزینی بانک شرقی با بانک شاهنشاهی و تأسیس بانک ملی

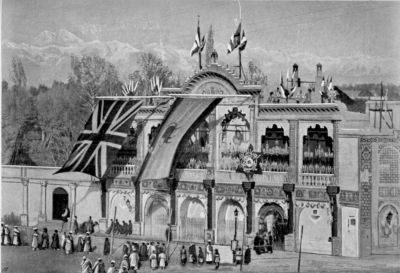
بانک شاهی ایران در آغاز

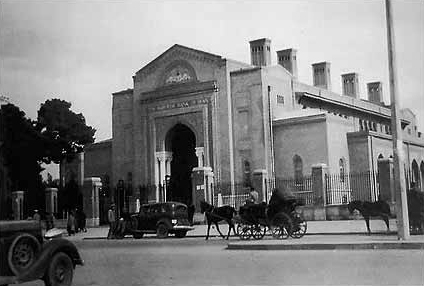
ساختمان بعدی بانک شاهی (بانک تجارت کنونی) در میدان توپخانه تهران

بانک شاهی یا بانک شاهنشاهی اولین بانک دولتی ایران است که به نشر اسکناس پرداخت و به موجب امتیازنامه ۱۳۰۷ تأسیس و اداره آن به مدت شصت سال به بارون جولیوس رویتر، یهودی آلمانی تباری که تابعیت انگلیس و دین مسیح را پذیرفته بود، واگذار شد. او پس از کسب ثروت هنگفت، در ۱۲۸۹/۱۸۷۲ با پرداخت رشوه‌های کلان به درباریان عهد ناصرالدین شاه، به کسب امتیازی نائل شد که طبق آن، به مدت هفتاد سال، احداث راه‌آهن، سدها و بندها، بهره‌برداری از معادن، جنگلها، اراضی، کارخانه‌های ایران و تأسیس بانک، به عهده او واگذار می‌شد. بانک شاهنشاهی، که وظایف بانک مرکزی ایران را به عهده داشت، به تدریج مؤسسه‌ای معتبر شده، به صورت مرکز امور مالی کشور درآمد. این بانک وجوه خزانه را در حساب‌های خاص نگهداری می‌کرد و در وصول مال الاجاره گمرکات، عواید دولتی، درآمدهای مالیاتی و ایصال مخارج دولت به شهرستان‌ها و خارج، پرداخت وام به دولت، خرید نقره برای ضرابخانه و ضرب سکه، نقش اصلی را ایفا می‌کرد. مدیریت بانک را ژوزف رابینو، به عهده داشت و هوتم شیندلر رابط بانک در تهران بود. این دو از ایران‌شناسان بنام بودند و رویتر با انتصاب آنان، بر اعتبار بانک افزود. با تدبیر رابینو، بانک شاهنشاهی با چاپ اسکناسهای کوچک، وارد زندگی روزمره مردم شد و سود سرشاری برد. بانک شاهنشاهی، به عنوان بانک دولتی ایران، متعهد پرداخت قرضه به دولت ایران بود.
با تأسیس بانک ملی در ۱۳۰۹شمسی دامنه فعالیت بانک شاهنشاهی محدود شد. در همین سال، دولت امتیاز انحصاری نشر اسکناس را، که متعلق به بانک شاهنشاهی بود، به مبلغ دویست هزار لیره، خریداری کرد و دراختیار بانک ملی نهاد. همچنین بخش عمده‌ای از سپرده‌های بانک شاهنشاهی به بانک ملی منتقل شد. علی‌رغم این محدودیت‌ها، بانک شاهنشاهی همچنان سودآور بود و، مانند سال‌های اوّل تأسیس، به صاحبان سهام ۸٪ سود می‌پرداخت.
در ۱۳۲۷ شمسی/۱۹۴۸ میلادی، امتیاز شصت ساله بانک به پایان رسید. از آن پس، با نام بانک ایران و انگلیس در خاورمیانه، به فعالیت پرداخت و به علت کاهش اعتبار و سرمایه، فعالیت خود را در سایر نقاط منطقه و کشورهای همسایه گسترش داد. تأسیس بانک شاهنشاهی، نتیجه‌های دیگری نیز داشت که نشر اسکناس، یکنواختی ضرب سکه، کاهش بهای بهره و تثبیت آن، گردآوری سرمایه‌ها و سپرده‌ها و پرداخت بهره به آن، ایجاد نظام نوین در کشور و تنظیم امور مالی دولت از آن جمله است.

### تأسیس بانک استقراضی
بانک استقراضی در ۱۳۰۸/۱۸۹۰، اندکی پس از بانک شاهنشاهی، تأسیس شد. ژاک پولیاکف، از اتباع روسیه، پیشنهاد تأسیس آن را به ناصرالدین شاه داد؛ و او که علاقه زیادی به پولیاکف داشت، اجازه تأسیس شرکتی را صادر کرد که به معاملات رهنی بپردازد و امور بانکی را نیز برعهده داشته باشد.
در ۱۳۱۱، به دلیل عدم سودآوری بانک استقراضی، نماینده آن در ایران، پیشنهاد انحلال آن را داد؛ اما دولت روسیه که در تمام زمینه‌ها، از جمله بانک، با بریتانیا رقابت داشت، از تعطیل آن جلوگیری کرد و با مداخله وزارت مالیه آن کشور در کار بانک، کلیه سهام آن به بانک پترزبورگ منتقل شد. از آن پس، بانک استقراضی عامل اجرای مقاصد سیاسی دولت روسیه شد و اهداف اقتصادیش تحت‌الشعاع هدفهای سیاسی آن کشور قرار گرفت و به همان نسبت که مداخله روسیه در ایران بیشتر می‌شد سرمایه بانک فزونی می‌یافت. برای هماهنگی میان سیاست دولت روسیه و بانک، وابسته بازرگانی سفارت روسیه در تهران، مسئولیت بانک را به عهده گرفت و سرمایه آن در اختیار رایزنیهای وابسته در ولایات قرار گرفت تا در مواقع لزوم از آن استفاده شود.

### تأسیس بانک مرکزی
علی‌اصغر ناصر، وزیر دارائی وقت با این که خود بانکدار پرسابقه‌ای بود، ولی عملاً خبر طرح تأسیس بانک مرکزی را در هیئت دولت و سپس در حضور شاه، به عهده ابراهیم کاشانی گذاشته بود که نهایتاً وی این موضوع را با شاه در میان گذاشت و موافقت شاه را برای تأسیس بانک مرکزی گرفت. کاشانی با همکاری فرانسیس کراکو کارشناس بلژیکی مطالعات و مقدمات طرح برای تأسیس «بانک مادر» را فراهم کردند و نهایتاً لایحه قانونی پولی و بانکی کشور در دهم آذرماه ۱۳۳۸ هجری خورشیدی به مجلس شورای ملی تقدیم شد، در ۷ خرداد ۱۳۳۹ به تصویب کمیسیون‌های مشترک دارائی و دادگستری، مجلس سنا و مجلس شورای ملی رسید و برای اجرای آزمایشی به مدت ۵ سال به دولت ابلاغ شد.
دولت برای اجرای برنامه تثبیت اقتصادی که به تأیید صندوق بین‌المللی پول رسیده بود، با انتصاب ابراهیم کاشانی به عنوان ریاست کل بانک مرکزی ایران موافقت خودرا اعلام و در تاریخ ۱۸ مرداد ماه ۱۳۳۹ هجری خورشیدی، بانک مرکزی رسماً شروع بکار کرد.

## وظایف بانک مرکزی

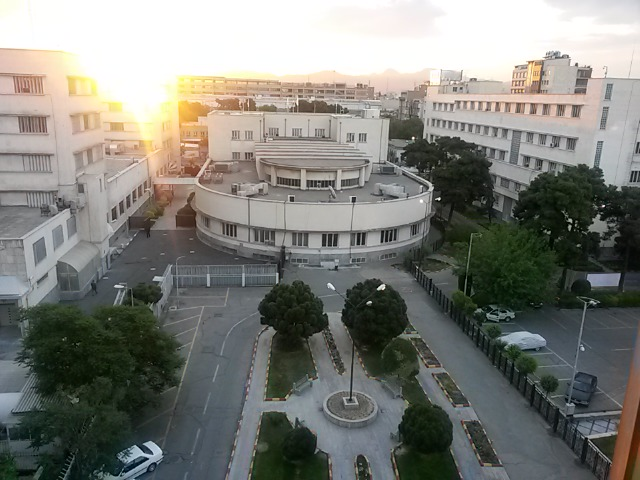
ساختمان پیشین بانک مرکزی ایران

ساختمان فعلی بانک مرکزی

براساس قانون پولی و بانکی کشور مصوب تیر ماه ۱۳۵۱ بانک مرکزی، به عنوان حفاظت کننده از ارزش پولی ملی و تنظیم‌کننده نظام پولی و اعتباری کشور، موظف به انجام وظایف زیر می‌باشد:
- تهیه آمارهای اقتصادی کشور
- حفظ ارزش داخلی و خارجی پول ملی کشور
- انتشار اسکناس و ضرب سکه‌های فلزی رایج کشور
- تنظیم مقررات مربوط به معاملات ارزی و ریالی
- نظارت بر معاملات طلا و وضع مقررات مربوط به آن
- نظارت بر صدور و ورود ارز و پول رایج کشور
- تنظیم‌کننده نظام پولی و اعتباری کشور
- نظارت بر بانک‌ها و مؤسسات اعتباری
- تنظیم حجم اعتبارات بانکی و ایجاد هماهنگی، متناسب با نیازهای پولی کشور
- نگهداری از حساب‌های کلیه وزارتخانه‌ها و مؤسسات دولتی و وابسته به دولت
- نگهداری کلیه ذخایر ارزی و طلای کشور
- نمایندگی دولت در سازمان‌های مالی و بین‌المللی
- در اختیار داشتن تصدی تمام عملیات انتشار اوراق بهادار دولتی
- گردآوری و تهیه طیف وسیعی از آمارهای اقتصادی جهت کنترل تورم و توسعه اقتصادی
- انعقاد موافقت نامه پرداخت و اجرای قراردادهای پولی، مالی، بازرگانی و ترانزیتی دولت و سایر کشورها.[۹]

## ساختار و ارکان

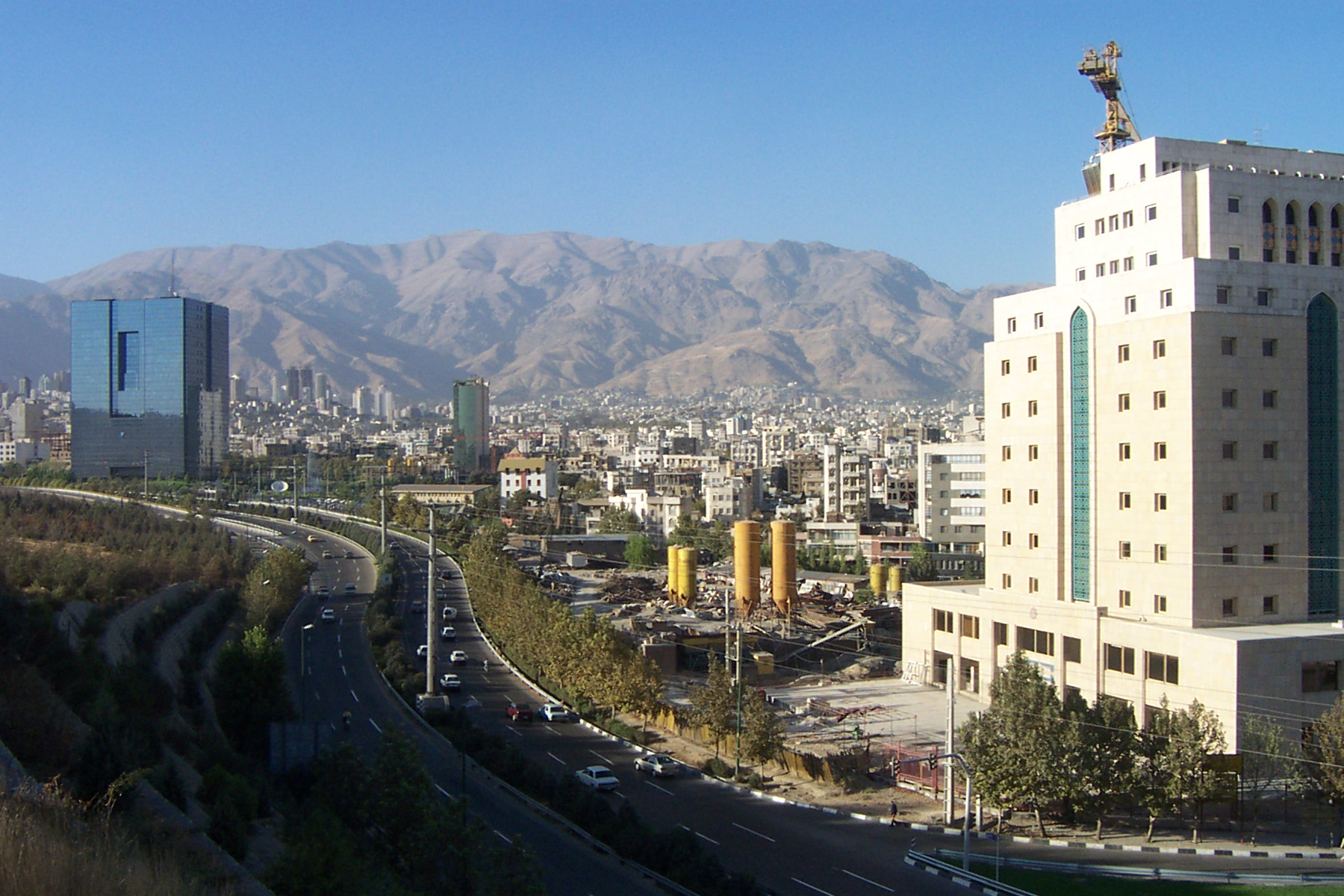
ساختمان بانک مرکزی در سمت چپ تصویر دیده می‌شود

### ۱. مجمع عمومی
- رئیس‌جمهور (ریاست مجمع)
- وزیر امور اقتصادی و دارایی
- رئیس سازمان برنامه و بودجه کشور
- وزیر صنعت، معدن و تجارت
- یک نفر از وزرا به انتخاب هیئت وزیران

تبصره ۱: رئیس کل بانک مرکزی ایران به پیشنهاد رئیس‌جمهور و بعد از تأیید مجمع عمومی بانک مرکزی ایران با حکم رئیس‌جمهور منصوب می‌گردد.
تبصره ۲: قائم مقام بانک مرکزی به پیشنهاد رئیس کل بانک مرکزی ایران و پس از تأیید مجمع عمومی بانک مرکزی ایران با حکم رئیس‌جمهور منصوب می‌شود.

#### وظایف مجمع عمومی
- رسیدگی و تصویب ترازنامه بانک مرکزی ایران
- رسیدگی و اتخاذ تصمیم نهایی نسبت به گزارش‌های هیئت نظارت
- رسیدگی و اتخاذ تصمیم دربارهٔ پیشنهاد تقسیم سود ویژه بانک
- انتخاب اعضای هیئت نظارت به پیشنهاد وزیر امور اقتصادی و دارایی
- سایر وظایفی که طبق مقررات این قانون به عهده مجمع عمومی گذارده شده است.[۱۰]

### ۲. شورای پول و اعتبار
- وزیر امور اقتصادی و دارایی یا معاون وی
- رئیس کل بانک مرکزی ایران
- رئیس سازمان برنامه و بودجه یا معاون وی
- دو تن از وزرا به انتخاب هیئت وزیران
- وزارت صنعت، معدن و تجارت
- دادستان کل کشور یا معاون وی
- رئیس اتاق بازرگانی و صنایع و معادن
- رئیس اتاق تعاون
- نمایندگان کمیسیونهای امور اقتصادی و برنامه و بودجه و محاسبات مجلس (هر کدام یک نفر) به عنوان ناظر با انتخاب مجلس

ریاست شورا بر عهده رئیس کل بانک مرکزی ایران خواهد بود.

#### وظایف و اختیارات شورای پول و اعتبار
شورای پول و اعتبار به منظور مطالعه و اتخاذ تصمیم دربارهٔ سیاست کلی بانک مرکزی ایران و نظارت بر امور پولی و بانکی کشور عهده‌دار وظایف زیر است:
- رسیدگی و تصویب سازمان و بودجه و مقررات استخدامی و آیین‌نامه‌های داخلی بانک مرکزی ایران
- رسیدگی و اظهار نظر نسبت به ترازنامه بانک مرکزی ایران جهت طرح در مجمع عمومی
- رسیدگی و تصویب آیین‌نامه‌های مذکور در قانون پولی و بانکی
- اظهارنظر در مسایل بانکی، پولی و اعتباری کشور و همچنین اظهار نظر نسبت به لوایح مربوط به وام یا تضمین اعتبار و هر موضوع دیگری که از طرف دولت به شورا ارجاع می‌شود.
- ارائهٔ نظر مشورتی و توصیه به دولت در مسائل بانکی، پولی و اعتباری کشور که به نظر شورا در وضعیت اقتصادی و به ویژه در سیاست اعتباری کشور مؤثر خواهد بود.
- اظهارنظر دربارهٔ هر موضوعی که از طرف رئیس کل بانک مرکزی ایران در حدود قانون به شورای مذکور عرضه می‌گردد.[۱۰] این شورا مطابق «قانون بانک مرکزی جمهوری اسلامی ایران مصوب ۳۰ خرداد ۱۴۰۲» منحل شد و در حال حاضر هیئت عالی فعالیت می‌کند.

### ۳. هیئت عامل
اعضای هیئت عامل:
- رئیس کل
- قائم مقام
- دبیرکل بانک
- سه نفر معاون

#### وظایف و اختیارات هیئت عامل
- رئیس کل بانک مرکزی جمهوری ایران به عنوان بالاترین مقام اجرایی و اداری عهده‌دار کلیه امور بانک به استثناء وظایفی است که به موجب قانون پولی و بانکی و اصلاحیه‌های بعدی به عهده ارکان بانک گذارده شده است. همچنین وی مسؤول حسن اداره امور بانک و موظف به اجرای قوانین و آیین‌نامه‌های مربوط به آن می‌باشد. رئیس کل بانک نماینده بانک در کلیه مراجع رسمی داخلی و خارجی با حق توکیل می‌باشد. رئیس کل بانک مرکزی جمهوری اسلامی ایران به پیشنهاد رئیس‌جمهور و بعد از تأیید مجمع عمومی بانک مرکزی جمهوری اسلامی ایران با حکم رئیس‌جمهور منصوب می‌گردد
- قائم مقام بانک مرکزی جمهوری اسلامی ایران به پیشنهاد رئیس کل بانک مرکزی و پس از تأیید مجمع عمومی بانک مرکزی جمهوری اسلامی ایران با حکم رئیس‌جمهور منصوب می‌شود
- دبیرکل بانک به پیشنهاد رئیس کل بانک مرکزی و تصویب مجمع عمومی منصوب می‌گردد و سرپرستی دبیرخانه شورای پول و اعتبار را نیز به عهده دارد و همچنین دادستان هیئت انتظامی بانک‌ها می‌باشد.
- معاونان بانک از طرف رئیس کل بانک مرکزی جمهوری اسلامی ایران منصوب و وظایف آنان به وسیلهٔ نامبرده تعیین می‌شود.[۱۰]

### ۴. هیئت نظارت اندوخته اسکناس
اعضای هیئت نظارت اندوخته اسکناس:
- رئیس کل بانک مرکزی ایران یا معاون او
- دو نماینده مجلس به انتخاب مجلس
- دادستان کل کشور یا معاون او
- خزانه دار کل کشور
- رئیس کل دیوان محاسبات
- رئیس هیئت نظارت

#### وظایف هیئت نظارت اندوخته اسکناس
هیئت نظارت اندوخته اسکناس عهده‌دار نظارت بر حسن اجرای مفاد ماده پنج قانون پولی و بانکی کشور از طریق تحویل و نگهداری اسکناسهای چاپ شده و همچنین نگاهداری حساب دارایی‌های موضوع ماده ۵ قانون یادشده و صورت جواهرات ملی و تنظیم مقررات مربوط به نمایش و نظارت بر ورود و خروج آن‌ها از خزانه بانک و به علاوه نظارت بر معدوم کردن اسکناس‌هایی که باید از جریان خارج شود، می‌باشد.

### ۵. هیئت نظار
اعضای هیئت نظار: هیئت نظار مرکب از یک نفر رئیس و چهار نفر عضو از میان حسابرسان خبره یا افراد مطلع در امور حسابداری یا بانکی با داشتن حداقل ده سال سابقه کار است که به پیشنهاد وزیر امور اقتصادی و دارایی و تصویب مجمع عمومی برای مدت ۲ سال انتخاب می‌شوند و انتخاب مجدد آنان بلامانع است.
وظایف هیئت نظار:
- هیئت نظار مسئول رسیدگی به حسابها و تعهدات بانک مرکزی ایران است که نسبت به صحت این حسابها و تعهدات اظهار نظر می‌کند.
- رسیدگی به ترازنامه پایان سال بانک مرکزی ایران و تهیه گزارش برای مجمع عمومی سالانه
- رسیدگی به صورت ریز دارایی‌ها و بدهی‌ها و خلاصه حسابهای بانک و گواهی آن‌ها برای انتشار
- رسیدگی به عملیات بانک از لحاظ انطباق آن‌ها با موازین قانونی[۱۰]

## رئیسان کل بانک مرکزی
- ابراهیم کاشانی (۱۳۴۰–۱۳۳۹)
- علی‌اصغر پورهمایون (۱۳۴۳–۱۳۴۰)
- محمدمهدی سمیعی (۱۳۴۸–۱۳۴۳)
- خداداد فرمانفرمائیان (۱۳۴۹–۱۳۴۸)
- محمدمهدی سمیعی (۱۳۵۰–۱۳۴۹)
- عبدالعلی جهانشاهی (۱۳۵۲–۱۳۵۰)
- محمد یگانه (۱۳۵۴–۱۳۵۲)
- حسنعلی مهران (۱۳۵۶–۱۳۵۴)
- یوسف خوش‌کیش (۱۳۵۷–۱۳۵۶)
- محمدعلی مولوی (۱۳۵۸–۱۳۵۷)
- علیرضا نوبری (۱۳۶۰–۱۳۵۸)
- سید محسن نوربخش (۱۳۶۵–۱۳۶۰)
- مجید قاسمی (۱۳۶۸–۱۳۶۵)
- سید محمدحسین عادلی (۱۳۷۳–۱۳۶۸)
- سید محسن نوربخش (۱۳۸۲–۱۳۷۳)
- ابراهیم شیبانی (۱۳۸۶–۱۳۸۲)
- طهماسب مظاهری (۱۳۸۷–۱۳۸۶)
- محمود بهمنی (۱۳۹۲–۱۳۸۷)
- ولی‌الله سیف (۱۳۹۷–۱۳۹۲)
- عبدالناصر همتی (۱۴۰۰–۱۳۹۷)
- اکبر کمیجانی (۱۴۰۰)
- علی صالح‌آبادی (۱۴۰۱–۱۴۰۰)
- محمدرضا فرزین (تاکنون-۱۴۰۱)

## قانون و سیاست

### سیاست پولی قبل از انقلاب ۱۳۵۷
در این دوران که با آخرین برنامه پنج ساله قبل از انقلاب اسلامی ایران، مصادف است، نظام بانکداری ایران، نظام بانکداری متعارف و ابزارهای سیاست پولی نیز بر اساس نظام بانکداری متعارف بوده و در عین حال، دولت دخالت زیادی در نظام بانکی داشته است. بر اساس ماده ۱۴قانون بانکداری بدون ربا، بانک مرکزی مجاز به استفاده از ابزارهای عملیات بازار باز، تعیین نرخ تنزیل رسمی، تعیین نرخ ذخیره قانونی و تعیین سقف اعتباری برای هر بخش خاص جهت اجرای سیاست پولی بود. در دهه ۱۳۵۰ سیاست پولی در مقایسه با سیاست مالی کوتا ه مدت و ضعیف تر بود و نتوانست نقش خود را در رسیدن به تعادل اقتصادی ایفا کند؛ بنابراین سلطه مالی، تأثیرگذاری ابزارهای سیاست پولی را تخریب نمود. در آغاز برنامه پنجم قبل از انقلاب، ایران با تورم نسبتاً بالایی مواجه شد که عمدتاً به علت روند صعودی نقدینگی و تقاضای کل ازسال ۱۳۵۰ به بعد بود. همچنین این دوره مصادف است با رشد اقتصادی نسبتاً بالا، اما نه پایدار، که عمدتاً به دلیل افزایش بی‌سابقه قیمت نفت در سال ۱۳۵۳ و افزایش تقریباً چهار برابری درآمد نفت کشور بود که تا پیروزی انقلاب اسلامی به صورت سیاست مالی انبساطی ادامه داشت. شدت فشارهای تورمی و متعاقب آن کاهش میل به پس‌انداز مردم به دلیل نرخ بهره ثابت، باعث شد سیاست‌های انقباضی مانند افزایش نرخ تنزیل مجدد، نرخ بهره و نرخ ذخایر قانونی و همچنین تعیین سقف اعتبارات به بخش خصوصی وارد برنامه سیاستگذاری شورای پول و اعتبار شود. با وجود اینکه سیاست پولی در شورای پول و اعتبار به صورت مؤثر اتخاذ می‌شد، تسلط سیاست مالی و فشارهای متوالی بودجه‌های سنواتی برای توسعه بخش مالی دولت، عملاً اثرات کم و ناچیز پولی را تحت‌الشعاع خود قرار داده و بحث سلطه مالی در اقتصادایران وارد شد که تا به امروز ادامه یافته و هیچ‌گاه سیاستگذار پولی از تنگناهای اجرای سیاست پولی رهایی نیافته است. می‌توان این نکات را در قالب سه متغیر اصلی اقتصاد کلان یعنی رشد اقتصادی، تورم و رشد نقدینگی بیان کرد. در ابتدای دهه ۱۳۵۰ تورم برای سیاستگذار پولی مقوله آزاردهنده‌ای نبوده است. دلیل این امر فقدان سلطه مالی است و اینکه سیاست پولی، هر چند ضعیف، به خوبی عمل می‌کرده است. در این دوره با اینکه درآمد نفتی بالا نرفته ولی از رشد بالایی برخوردار بوده‌ایم. اما در ادامه به دلیل بالارفتن درآمدهای نفتی شاهد رشد بالا در کنار تورم بالا هستیم. در سال ۱۳۵۶ با اولین جرقه‌های اعتصابات، رشد سرمایه‌گذاری و رشد اقتصادی شروع به کاهش می‌کند و تا پیروزی انقلاب اسلامی ادامه می‌یابد اما در عین حال، تورم بالایی را نیز شاهدیم که عمدتاً به دلیل سلطه مالی و عدم کارایی ابزارهای سیاست پولی است.

#### قانون پولی و بانکی ایران مصوب سال ۱۳۵۱
زمانی که قانون پولی و بانکی به تصویب رسید، هنوز مرزبندی نظری و تجربی ای که امروزه بین سیاست‌های پولی و مالی وجود دارد، حتی در کشورهای توسعه یافته و صنعتی برقرار نبود؛ بنابراین این قانون زمانی به تصویب رسید که عملاً هدف مشخصی مانند آنچه که امروز بانک مرکزی مستقل در تعقیب ثبات قیمت‌ها و حفظ ارزش پول دارد، وجود نداشت؛ بنابراین اهداف کلان در قانون پولی و بانکی اولویتی ندارد، هر چند که بانک مرکزی و شورای پول و اعتبار سعی دارند درسیاست گذاری، هدف حفظ ارزش پول را از میان این اهداف، در اولویت سیاست‌های خود لحاظ کنند. بر اساس قانون پولی و بانکی مصوب سال ۱۳۵۱، هدف اصلی بانک مرکزی حفظ ارزش پول، تعادل در ترازپرداخت‌ها، تسهیل مبادلات تجاری و کمک به رشد اقتصادی است. بر اساس ماده ۱۴ قانون پولی و بانکی، برای اجرای بهتر سیاست پولی بانک مرکزی اختیار دارد:
- نرخ تنزیل مجدد و نرخ سود وام را تعیین کند که این می‌تواند بسته به نوع وام و اوراق بهادار متفاوت باشد؛
- نرخ بهره قابل پرداخت به ذخایر قانونی سپرده‌های بانکی نزد بانک مرکزی را تعیین کند. این نرخ‌ها می‌توانند بسته به ساختار و فعالیت بانک‌ها متفاوت باشند و به کمتر از ۱۰ درصد کاهش و به بیشتر از ۳۰ درصد افزایش یابند؛
- حداکثر مقدار وام و اعتبارات که توسط بانک‌ها به بخش‌ها (و پروژه‌های) خاص پرداخت می‌شوند را تعیین نماید.[۱۱]

### سیاست پولی بعد از انقلاب ۱۳۵۷
مهم‌ترین ابزارهای سیاست پولی که در دوره بعد از انقلاب اسلامی مورد استفاده قرار گرفته‌اند عبارت اند از:
- نرخ‌های ذخیره قانونی که ابزار مؤثری بوده اما انعطاف‌پذیری بالایی ندارد؛
- عملیات بازار باز که از سال ۱۳۷۹ از طریق اوراق مشارکت بانک مرکزی مورد استفاده قرار گرفته است؛

تعیین نرخ سود سپرد ه‌ها و وام دهی توسط دولت و مجلس که تأکید بیشتر بر نرخ وام دهی بانک‌ها بوده است؛
- سیاست تعیین سقف اعتباری؛ هرچند که این سیاست در طول برنامه سوم کنار گذاشته شد اما در برنامه چهارم به شدت مورد توجه دولت بوده است؛
- سپرده ویژه بانک‌ها نزد بانک مرکزی که به دلیل نامناسب بودن نرخ بازدهی آن مؤثر نبوده است؛
- تعیین نرخ ارز توسط بانک مرکزی.[۱۱]

#### استقلال بانک مرکزی
از وظایفی که بانک مرکزی بر عهده دارد در بازه زمانی بلند مدت، می‌توان به ایجاد ثبات در سیاست‌های پولی و تثبیت قیمت‌ها اشاره کرد. در آغاز تأسیس بانک‌های مرکزی کشورها، وظیفه این نهاد چاپ پول و اسکناس بود ولی با تغییر روال گذشته که طلا پایه پولی کشورها بود، این نهاد دارای نقش پویاتری در سیاست پولی و تثبیت قیمت که مستقل از نفوذ سیاسی باشد را برعهده گرفت. لازمه استقلال بانک مرکزی به شرح زیر است:
- الف) دارای استقلال کامل عملیاتی باشد.
- ب) دارای یک قوه سیاست‌گذاری مؤثر باشد.
- ج) دارای سیاست‌های اقتصادی هماهنگ باشد.
- د) مسئول حمایت از ثبات قیمت‌ها باشد.

مسئولیت حمایت از ثبات قیمت‌ها مستلزم این است که بانک مرکزی بتواند نرخ ارز را مدیریت نماید؛ لذا برای مدیریت این مهم، بانک مرکزی روزانه عملیاتی را در بازار ارز برعهده دارد چرا که این فعالیت اثری مستقیم بر عرضه پول و سیاست پولی خواهد داشت.

## طرح شتاب
بانک مرکزی ایران از سال ۱۳۸۱ با هدف ایجاد راه‌اندازی و راهبری سوئیچ ملی گام‌های مؤثری در جهت تحقق اتصال شبکه پرداخت بانک‌ها به یکدیگر و نهایتاً ایجاد زمینه برای انجام مبادلات بین بانکی به صورت الکترونیکی برداشته است. این تحولات باعث گردید تا با جدیت و همت شبکه بانکی، تمامی بانک‌های کشور از طریق شتاب به عنوان نقطه اتصال میانی تمامی بانک‌ها و مؤسسات اعتباری در شبکه الکترونیکی بین بانکی به تبادل تراکنش‌ها پرداخته و ایده شبکه واحد پرداخت را تحقق بخشند. سوئیچ ملی در فاز اول اتصال شبکه کارت بانک‌ها و در فازهای بعدی تبادل کلیه تراکنش‌های بین بانکی شامل چک‌ها، حواله‌ها و اوراق بهادار را مد نظر دارد. عضویت در مرکز مزبور تابع مقررات حاکم بر مرکز شتاب مصوب خرداد ماه ۱۳۸۱ می‌باشد. عملکرد مرکز شتاب در زمینه تسویه بین بانکی، رفع مغایرات، آمار عملکرد شبکه بانکی در زمینه کارت، خودپرداز، پایانه فروش و پایانه شعب از بخش آمار و داده‌های عملکرد قابل دسترسی می‌باشد.

## خزانه جواهرات ملی
خزانه جواهرات ملی در سال ۱۳۳۴ ساخته و در سال ۱۳۳۹ با تأسیس بانک مرکزی ایران افتتاح و به این بانک سپرده شد و اکنون نیز در صیانت بانک مرکزی ایران است. این خزانه پشتوانه اسکناس و مسکوک کشور به‌شمار می‌رود.

## اتهام و تحریم
بانک مرکزی از سال ۱۹۹۵ در لیست تحریم‌های آمریکا و از سال ۲۰۰۷ در لیست تحریم‌های اتحادیه اروپا قرار داشته و همچنین مجلس سنای آمریکا طرحی را با هدف حفظ تحریم‌ها علیه بانک مرکزی جمهوری اسلامی ایران تصویب کرد. این طرح با هدف حفظ تحریم‌های مرتبط با تروریسم علیه جمهوری اسلامی ایران و با پیشنهاد تد کروز سناتور تندروی جمهوری‌خواه با ۸۶ رأی مثبت و ۱۲ رأی منفی تصویب شد. این طرح با هدف محدود کردن همکاری‌های پکن - تهران، تصویب شد.
روز ۷ مرداد ۱۴۰۰ دادگاه عالی بحرین بانک مرکزی جمهوری اسلامی و ۱۲ بانک ایرانی را در یک پرونده پولشویی به قصد دور زدن تحریم‌ها و تأمین مالی تروریسم مجرم شناخت و هر یک به پرداخت یک میلیون دینار بحرین (معادل حدود دو میلیون و ۶۵۲ هزار دلار آمریکا) محکوم شدند. دادستانی بحرین این بانک‌ها را به تلاش برای پولشویی به منظور تأمین مالی نهادهایی مانند سپاه پاسداران، حزب‌الله لبنان و گروه‌های شبه‌نظامی به مبلغ یک میلیارد و ۳۰۰ میلیون دلار متهم کرده بود.

## در رسانه‌ها
از سال ۱۳۵۷ تا خرداد ۱۴۰۰ بالاترین جهش سالانه نرخ ارز در سال‌های ۱۳۶۱، ۱۳۷۳، ۱۳۷۴، ۱۳۹۰، ۱۳۹۱، ۱۳۹۷ و ۱۳۹۹ رخ داده است. جهش نرخ ارز در سال ۱۳۶۱ حدود ۴۶ درصد، جهش سال‌های ۱۳۷۳ و ۱۳۷۴ حدود ۴۶ و ۵۳ درصد، جهش سال‌های ۱۳۹۰ و ۱۳۹۱ حدود ۷۳ و ۶۸ درصد، جهش سال ۱۳۹۷ حدود ۸۷ درصد و جهش سال ۱۳۹۹ (تا مهرماه) حدود ۱۱۴ درصد بوده است.

### ریاست عبدالناصر همتی (۱۴۰۰–۱۳۹۷)
در آغاز دورهٔ ریاست عبدالناصر همتی بر بانک مرکزی، قیمت ارز ۸ هزار تومان بود. ارز در ماه پایانی فعالیت همتی در این سمت، به ۲۲٬۵۰۰ تومان رسید؛ بنابراین در ۳۴ ماه ریاست او بر بانک مرکزی، ۱۷۷ درصد رشد نرخ دلار صورت گرفته بود. او را رکوردار افزایش قیمت ارز در دوره‌های ریاست بر بانک مرکزی دانسته‌اند. متوسط رشد ماهانه نقدینگی در دورهٔ همتی، ۲٫۴ درصد بود و در دورهٔ او، رشد نقدینگی از ۲۱٫۹ به ۳۸٫۸ درصد رسید.

### ریاست اکبر کمیجانی (۱۴۰۰)
عبدالناصر همتی برای شرکت در انتخابات ریاست‌جمهوری ۱۴۰۰ از سمت بانک مرکزی استعفا داد و به جای او اکبر کمیجانی منصوب شد. او تنها چهار ماه رئیس بانک مرکزی بود. در زمان تحویل پست ریاست بانک مرکزی به اکبر کمیجانی، قیمت دلار به ۲۲٬۵۰۰ تومان رسیده بود که در طول چهار ماه ریاست او بر این بانک، رشد ۲۰ درصدی اتفاق افتاد و قیمت به ۲۷٬۰۰۰ تومان رسید. رشد نقدینگی در دورهٔ کمیجانی به رکورد ۴۲٫۸ درصد رسید.

### ریاست علی صالح‌آبادی (۱۴۰۱–۱۴۰۰)
علی صالح‌آبادی، دلار را با قیمت ۲۷٬۰۰۰ تومان تحویل گرفت و در دورهٔ ریاست او بر بانک مرکزی، سقف قیمت دلار با ۶۰ درصد افزایش قیمت، به نرخ ۴۴ هزار تومان رسید. او در دوران ریاستش، در مجلس مورد انتقاد شدید و بازخواست قرار گرفت. او در حالی سمت ریاست بانک مرکزی را عهده‌دار شد که تحصیلاتی در رشتهٔ اقتصاد نداشت. در دورهٔ صالح‌آبادی رشد نقدینگی کاهش یافت و به ۳۳٫۴ درصد رسید. به سیاست‌های او و بانک مرکزی برای مهار تورم، انتقاداتی جدی وارد می‌شد؛ به‌طوری‌که گمانه‌زنی‌ها برای استعفا یا برکناری او مطرح می‌گشت. نرخ رشد پایه پولی و نرخ رشد نقدینگی مهرماه ۱۴۰۰ به ترتیب ۳۹٫۲ درصد، ۳۶٫۴ درصد و ۴۲٫۸ درصد بود. این در حالی بود که نرخ تورم نقطه‌ای در مهرماه ۱۴۰۱ با افزایش ۹٫۴ واحد درصدی به عدد ۴۸٫۶ درصد رسید. نرخ رشد پایه پولی و نرخ رشد نقدینگی نیز در مهرماه ۱۴۰۱ به ترتیب ۳۴٫۵ درصد و ۳۴٫۳ درصد بود.

### ریاست محمدرضا فرزین (تاکنون-۱۴۰۱)
در دورهٔ ریاست فرزین بر بانک مرکزی، قیمت دلار از ۱۰۰ هزار تومان عبور کرد. پس از گذشت دو ماه از انتصاب او به ریاست بانک مرکزی، هیچ تغییری در بازار ارز رخ نداد. در سال ۱۴۰۳، با رشد روزافزون قیمت دلار در بازار داخلی ایران و ایجاد التهاب ارزی در متن جامعه، انتقادها به فعالیت‌های بانک مرکزی بالا گرفت. مجلس از منتقدان اصلی این وضع بود و بانک مرکزی و رئیس آن را به رویکرد اشتباه اقتصادی و مدیریتی در موضوع ارز متهم کرد. بانک مرکزی در اوّلین حراج سکه همان سال، نرخ محاسبه قیمت طلا را بر مبنای دلار ۱۰۰ هزار تومانی حساب کرد که جنجال‌آفرین شد. فرزین موفق بود تا رشد نقدینگی را از ۳۳٫۴ درصد دورهٔ صالح‌آبادی به ۲۷٫۵ درصد کاهش دهد.
سازمان بورس، دیگر منتقد سیاست‌های فرزین در دورهٔ ریاستش بر بانک مرکزی بود. ادّعای جنجالی رئیس بانک مرکزی که گفته بود «ما کاری به نرخ بازار غیررسمی و کانال‌ها نداریم» موجب انتقادات بیشتری به عملکرد او شد. گروهی از فعالان اقتصادی، ادّعای او را بی‌توجهی به نرخ دلاری می‌دانستند که بر زندگی مردم تأثیر مستقیم داشت. این در حالی بود که بانک مرکزی، نرخ تورم را بر مبنای ارز بازار آزاد اعلام می‌کند.
نرخ سود بانکی در دورهٔ فرزین، از ۱۸ درصد به ۳۰ درصد افزایش یافت که با انتقادات جدی مجلس همراه بود. نمایندگان مجلس بر این باور بودند که این افزایش نرخ سود بانکی، بر تولید داخلی، تأثیر منفی خواهد داشت. عدم تخصیص ارز در چند ماه متوالی به حوزهٔ صنعت و تولید، باعث افزایش انتقادها از سوی اتاق اصناف و کمیسیون صنعت و معدن اتاق بازرگانی تهران نیز بود. همچنین پنهان‌کاری و عدم ارائهٔ آمار اقتصادی موجب انتقادات گسترده از فرزین شد. بانک مرکزی که بر اساس قانون مصوب مجلس، وظیفه و مسئولیت اصلی را دربارهٔ کنترل و مهار تورم برعهده دارد، در دورهٔ ریاست فرزین بر بانک مرکزی سیاست مخفی‌کاری را در پیش گرفت و آمار رسمی تورم را منتشر نکرد. جست‌وجو در سایت بانک مرکزی به عنوان مرجع رسمی انتشار آمار این بانک نشان می‌داد که صفحهٔ نرخ تورم و شاخص ماهانه، کماکان در همان سال ۱۴۰۱ بدون تغییر مانده بود. پنهان‌کاری «محمدرضا فرزین»، رئیس کل بانک مرکزی و خلف وعده‌های او در موارد دیگری نیز سابقه داشت. دستور جلوگیری از انتشار آمار قیمت مسکن در سال ۱۴۰۲ به‌مدّت ۹ ماه، عدم تحقق وعدهٔ انتشار آمار تسهیلات کارمندان و کارکنان بانک مرکزی و همچنین عدم تحقق وعدهٔ انحلال بانک‌های زیان‌ده از موارد پنهان‌کاری و خلف وعده‌های فرزین بود.

## نهادهای وابسته
- پژوهشکده پولی و بانکی (بانک مرکزی جمهوری اسلامی ایران)
- مؤسسه عالی بانکداری
- سامانه کاشف بانک مرکزی